# Enfermedad pulmonar intersticial
Las enfermedades pulmonares intersticiales son un grupo variado de trastornos inflamatorios difusos de las vías aéreas inferiores causada por inflamación y fibrosis (cicatrización) de las paredes de los alveolos y engrosamiento del intersticio que los rodea. Tienen la tendencia de progresar hacia la pérdida progresiva de las unidades alveolocapilares funcionales causando dificultad respiratoria que evoluciona a insuficiencia respiratoria.

## Clasificación
Se pueden dividir en dos grandes grupos, según la causa sea conocida o no:
- Causa desconocida.
  - Fibrosis pulmonar idiopática
  - Neumonía intersticial aguda
  - Neumonía intersticial no específica
  - Bronquiolitis respiratoria con enfermedad pulmonar intersticial.
  - Neumonía intersticial descamativa
  - Neumonía organizativa criptogenética
  - Neumonía intersticial linfocítica
- Causa conocida.
  - Asociadas a enfermedades del colágeno, por ejemplo lupus eritematoso sistémico o artritis reumatoide.
  - Asociadas a neumoconiosis.
  - Provocadas por fármacos.
  - Provocada por radioterapia.
  - Por polvos orgánicos (alveolitis alérgica extrínseca).
  - Hereditarias. Por ejemplo síndrome de Hermansky-Pudlak.
  - Asociadas a otras enfermedades, por ejemplo sarcoidosis, microlitiasis alveolar pulmonar, eosinofilia pulmonar, histiocitosis X y amiloidosis.

### Anatomía patológica

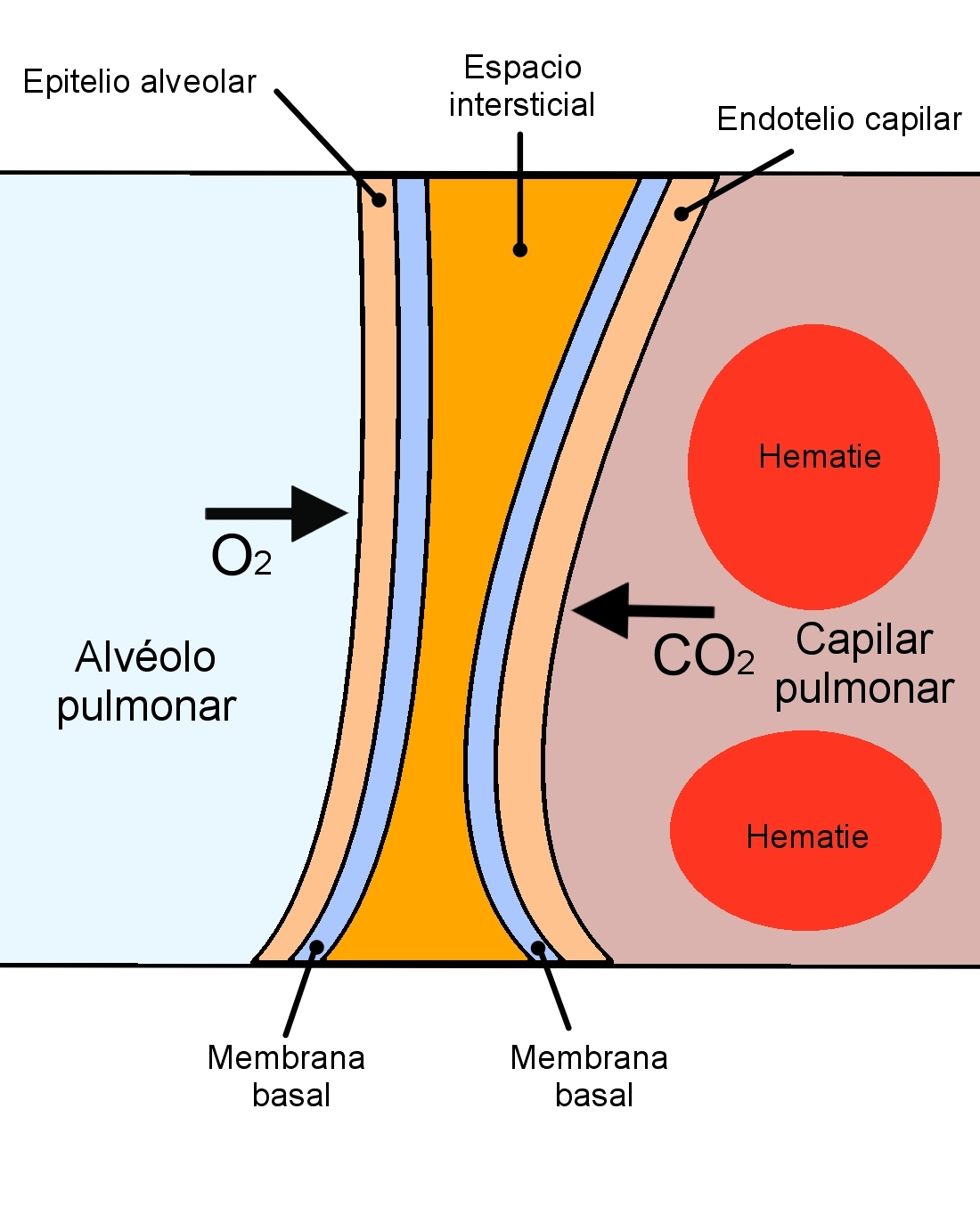
Esquema del espacio intersticial pulmonar normal.

De acuerdo con el engrosamiento de las paredes alveolares, las enfermedades pulmonares intersticiales se clasifican en:
- Desorganizaciones deformantes por acumulación de células inflamatorias en el intersticio.
  - Sarcoidosis, neumonitis por hipersensibilidad, etc.
- Forma fibrosa, con alteración de la superficie epitelial e intersticial, incluyendo fibrosis intraalveolar.
  - Reemplazo de neumocitos tipo I por neumocitos tipo II y células bronquiales (metaplasia), edema, proliferación de fibroblastos y acumulación de colágeno.

## Fisiopatología
El agente inductor, sea conocido o no, produce irritación del alveolo, las vías aéreas pequeñas y los capilares sanguíneos, ocasionando alveolitis y desorganización de las paredes alveolares, activando un proceso inflamatorio y de células mesenquimatosas (macrófagos, PMN, linfocitos, eosinófilos, etc.). Dichos elementos inflamatorios pueden ser activados por los alérgenos irritantes directamente, los cuales activan también a los fibroblastos disminuyendo la distensibilidad pulmonar. La destrucción por fibrosis e inflamación de las unidades alveolo-capilares funcionales produce insuficiencia respiratoria y cor pulmonale.
En la fase temprana de la alteración del parénquima pulmonar, el lecho capilar se vuelve difuso y el intersticio se torna cada vez más ancho, incrementando la resistencia pulmonar, causando hipertensión pulmonar con alteraciones de la difusión de oxígeno. Si a ello se añade que el paciente realiza un esfuerzo físico, la demanda de O2 se incrementa sin que el pulmón pueda suplirla adecuadamente por deterioro de la perfusión sanguínea. Las demandas de energía son entonces satisfechas por las rutas anaeróbicas ocasionando con el tiempo acidosis metabólica. 
La hipoxemia así creada estimula al centro respiratorio en el sistema nervioso central, cuya respuesta es producir hiperventilación con mayor entrada de oxígeno pero al mismo tiempo con mayor salida de dióxido de carbono (CO2), produciendo con el tiempo una alcalosis respiratoria. 
La fase tardía del trastorno se caracteriza por una peor alteración de la difusión de gases con un incremento crónico de CO2 y una disminución crónica de la presión parcial de O2.

## Síntomas
- Tos seca y no productiva.
- Disnea con disminución de la tolerancia al esfuerzo y agotamiento.
- Dedos en forma de martillo o en palillo de tambor (acropaquias, no siempre presente).
- A la auscultación, estertores crepitantes secos.
- A medida que la enfermedad progresa, puede aparecer hipertensión pulmonar y cor pulmonale.
- Otros síntomas dependiendo de cada tipo de enfermedad intersticial del pulmón específica.[3]